# Orde van de Jacht op de Buffel
De Orde van de Jacht op de Buffel (Engels: Order of the Buffalo Hunt) is een onderscheiding van de Canadese provincie Manitoba. De orde werd op 25 maart 1957 door middel van een "Order-in-Council" ingesteld door de provinciale regering. Om in aanmerking te komen voor deze eer moet men Manitoba "vriendelijk gezind zijn" maar men hoeft er niet te wonen. De eerste benoeming viel Elizabeth II van het Verenigd Koninkrijk, Koningin van Canada ten deel die in de hoge graad van een "Chief Hunter" werd benoemd.
De leden van de orde dragen geen versierselen. In plaats daarvan ontvangen zij een beeldje van een buffel op een voet met een koperen plaatje waarop een passende inscriptie staat vermeld. Het bijbehorende certificaat draagt het grote zegel van Manitoba en de handtekening van de premier. De gedecoreerden moesten bijzondere bekwaamheid in het bestuur, in dienstverlening of maatschappelijke taken hebben getoond. De orde werd ook aan groepen en instellingen gegund. 
In 1977 werd de orde hervormd en in 1999, toen de Orde van Manitoba werd ingesteld, werd bepaald dat het beeldje in het vervolg voor prestaties op het gebied van sport en andere prestaties zou worden uitgereikt.
De orde heeft vijf graden
- Chief Hunter
- Captain of the Hunt
- Provost of the Hunt
- Buffalo Scout
- Achievement